# Oleg Stojanowski
Oleg Stojanowski (ur. 26 września 1996 w Moskwie) – rosyjski siatkarz plażowy, mistrz Świata z 2019 oraz wicemistrz Europy z 2020 roku, a także wicemistrz olimpijski z Tokio z grającym w parze Wiaczesławem Krasilnikowem.